# 大雅區
大雅區，舊稱「壩仔」，後稱「埧雅」，前身「大雅鄉」，位於臺灣臺中市西北部，地處台中盆地北部，大肚台地東麓，中有筏子溪上游段南北貫穿其間；境內西部因緊臨大肚台地關係，大肚台地縱走於西半部，其東麓山坡地，海拔約300公尺左右，走向南南西，而東半部為台中盆地，海拔130至150公尺之間，以東鄰潭子區，西接沙鹿區，北毗神岡區，南與西屯區為界。本區因有中部科學園區設立及清泉崗空軍基地擴充為國際機場，加上有綿密及便捷之交通網路，成為臺中市的衛星市鎮之一及捷運系統重要區域的路線。氣候屬亚热带氣候，雨量較臺中其他區域為少。

## 歷史
大雅一詞，引據早期平埔族群拍宰海族（Pazih）岸裡社群將草埔稱為「阿河巴」（指未開墾的大塊埔），而「埔」者就是「巴」也，臺語取其尾字加尾音，將「埔仔」稱「巴仔」(筏仔)，後來文字記載為「霸仔」或「埧仔」；1920年改為「大雅」而延用至今，大雅原舊稱的「壩仔」，由於早期開發葫蘆墩圳流經境內，水利咸稱發達。其間有筏子溪上游段橫穿本區境內而過，流經本區橫山里等地。日治時期，於大正10年後，大興土木整修水利圳道，將筏子溪、紅圳系統匯合於大雅街東側，築排水門，以管制防洪，灌溉用水之功能。今有部分里民，每引用建此排水門，稱為「水壩」而誤導「埧仔」地名，就以狹義而言，專指大雅區現有大雅里之街區附近一帶。在祖籍移民方面，本區早期的開拓者，都來自福建與廣東，尤以漳州府（平和、漳浦、詔安）、泉州府（同安、南安）、粵東潮州府（饒平、大埔）等地區移民最多。
臺灣清治時期，本區初屬彰化縣貓栜堡，雍正12年分出為貓霧栜東堡，至乾隆年間再分出為栜東下堡，仍屬彰化縣。光緒13年台灣建省，改隸臺灣府臺灣縣栜東下堡。
日治時期，1895年大雅隸屬臺灣縣捒東下堡。1897年，改隸臺中縣犁頭店辦務署捒東下堡。1898年5月後一部分屬埧雅區，一部分屬員林區，一部分屬馬岡厝區，一部分則屬林厝區。1901年，大雅隸屬臺中廳葫蘆墩支廳捒東下堡。1920年10月1日，日本將臺灣改設5州3廳，大雅屬臺中州豐原郡:25、26。大雅庄轄大雅、上員林、下員林、埔子墘、六張犁、十三寮、上橫山、下橫山、馬岡厝、四塊厝、大田心、西員寶、花眉、上楓樹腳等14個大字:27。
中華民國接管臺灣後，1945年底隸屬臺中縣豐原區大雅鄉。1950年調整行政區域並裁除區署，大雅鄉改歸屬臺中縣，下轄有8個村:25、26。隨後配合人口數的增加，境內村數歷經三次變更，至2006年1月23日起，大雅鄉共轄15個村:26。2010年12月25日，配合臺中縣市合併改制，大雅鄉改制為「大雅區」。

## 地理

### 氣候
大雅區的氣候為熱而潤濕，年平均溫度介於攝氏19至21度之間，7月最高溫可達攝氏30度以上，1月最低溫可達攝氏10度以下。年雨量約1,500毫米，約有八成雨量集中於夏季:13。

### 人口
根據臺中市政府民政局統計，2024年底大雅區戶數約3.3萬戶，人口約9.5萬人。區內人口最多和最少的里分別是員林里和秀山里，2024年底兩里人口分別為11,576人和3,978人；人口密度最高和最低的里分別是上雅里和橫山里，2024年底兩里人口密度分別為每平方公里16,554人和每平方公里872人。大雅區的居民主要姓氏有7個，分別為張姓、蔡姓、廖姓、吳姓、江姓、朱姓、陳姓。

## 政治

### 歷任首長
日治時期
埧雅區區長（1897年－1920年）
- 張顯臣：－1902年5月20日
- 張鏡心：1902年5月20日－[16]
- 張泉源
- 張斐然

大雅庄庄長（1920年－1945年）
- 張月桂：1921年12月－1926年2月[17]
- 張文德

民國時期:49－50
| 屆次         | 姓名   | 任期                          | 備註     |
| ------------ | ------ | ----------------------------- | -------- |
| 官派鄉長時期 |        |                               |          |
| 1            | 林桂林 | 1945年10月1日－1949年5月31日  |          |
| 2            | 張景鈴 | 1949年6月1日－1951年12月31日  |          |
| 民選鄉長時期 |        |                               |          |
| 1            | 張全   | 1952年1月1日－1953年12月31日  |          |
| 2            | 張全   | 1954年1月1日－1954年4月18日   | 任內病逝 |
| 2            | 林元吉 | 1954年4月19日－1954年6月30日  | 代理     |
| 2            | 張啟三 | 1954年7月1日－1956年12月31日  | 補選     |
| 3            | 張啟三 | 1957年1月1日－1959年12月31日  |          |
| 4            | 吳金火 | 1960年1月1日－1964年2月28日   |          |
| 5            | 吳金火 | 1964年3月1日－1968年2月29日   |          |
| 6            | 鄭榮寬 | 1968年3月1日－1972年3月31日   |          |
| 7            | 吳金火 | 1972年4月1日－1977年12月31日  |          |
| 8            | 吳金火 | 1977年12月31日－1982年2月28日 |          |
| 9            | 紀森泉 | 1982年3月1日－1986年2月28日   |          |
| 10           | 紀森泉 | 1986年3月1日－1990年2月28日   |          |
| 11           | 張瑞琛 | 1990年3月1日－1994年2月28日   |          |
| 12           | 蔡栢林 | 1994年3月1日－1998年2月28日   |          |
| 13           | 張豐奇 | 1998年3月1日－2002年2月28日   |          |
| 14           | 張豐奇 | 2002年3月1日－2006年2月28日   |          |
| 15           | 吳顯森 | 2006年3月1日－2010年12月25日  |          |
| 官派區長時期 |        |                               |          |
| 1            | 李政峯 | 2010年12月25日－2012年7月11日 |          |
| 2            | 江惠雯 | 2012年7月12日－2015年7月5日   |          |
| 3            | 李順彬 | 2015年7月6日－2017年1月26日   |          |
| 4            | 徐家強 | 2017年1月26日－2017年6月23日  |          |
| 5            | 林宜賢 | 2017年6月26日－2018年2月1日   |          |
| 6            | 林華彬 | 2018年2月1日－2019年2月12日   |          |
| 7            | 馬宗佑 | 2019年2月12日－2020年3月6日   |          |
| 8            | 李修齊 | 2020年3月6日－2023年9月12日   |          |
| 9            | 林麗蓉 | 2023年9月12日－現任           |          |

### 區政組織

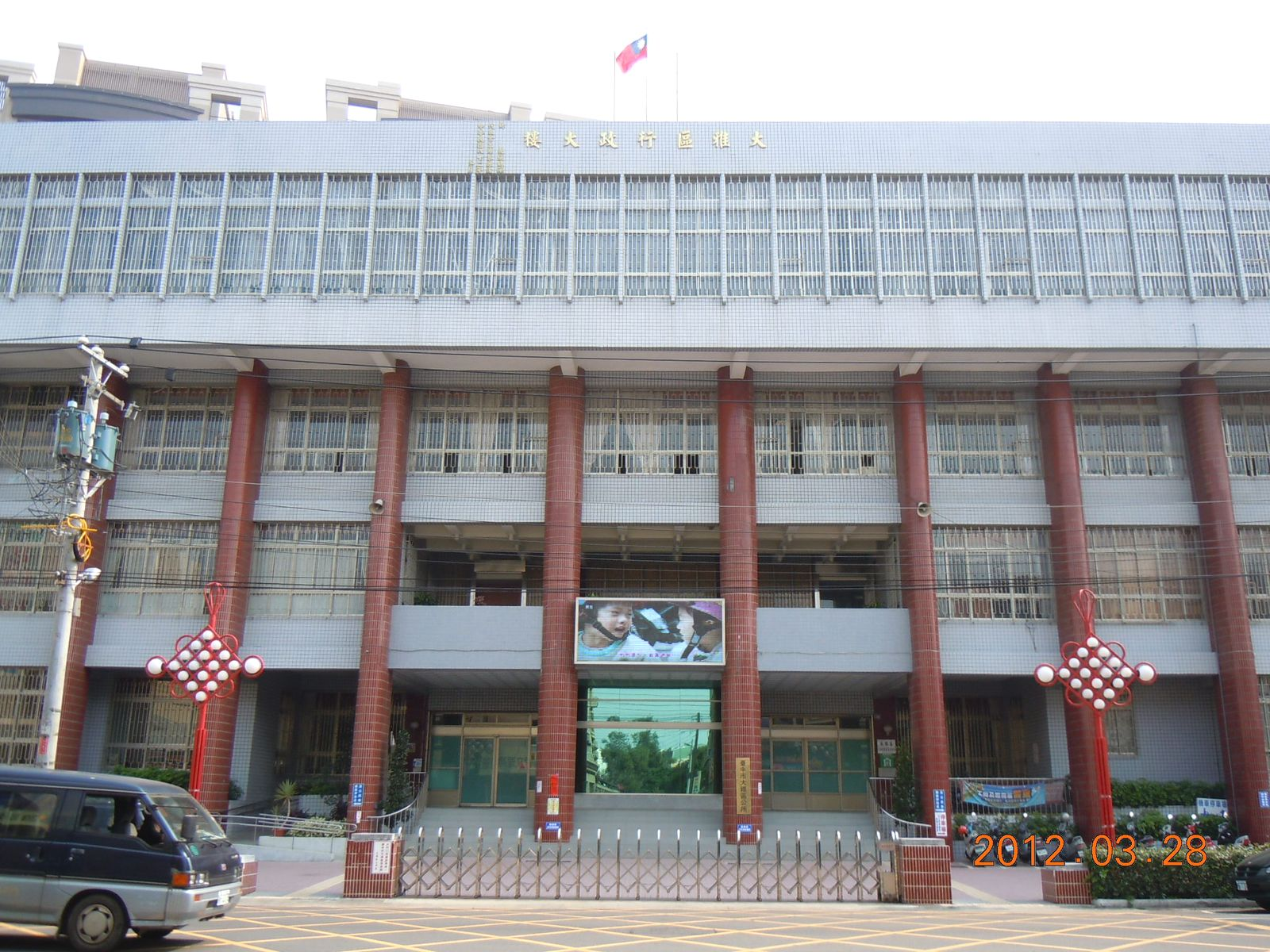
大雅區公所

大雅區公所是臺中市政府在大雅區的派出機關，在中華民國政府架構中為市政府綜理區政的執行機關，上級業務監督機關為臺中市政府。区长由市長任命，其任期為無任期保障。在區長及主任秘書之下，設有5課4室等9個內部單位。

### 行政區
現今大雅區行政範圍的確立，來自於1920年，日本將臺灣十二廳改為五州二廳，設大雅庄屬臺中州豐原郡:35。大雅庄轄大雅、大田心、四塊厝、馬岡厝、西員寶、花眉、楓樹腳、上員林、下員林、上橫山、下橫山、埔子墘、六張犁、十三寮等14個大字:46。1946年1月，改為「大雅鄉」，屬臺中縣豐原區:46－47。1950年，裁撤區署，大雅鄉改直隸於臺中縣。2010年12月25日，臺中縣市合併改制為直轄市，大雅鄉改制為市轄區「大雅區」，隸屬臺中市。
大雅區共轄16里，其行政區域分布情形為：
| 大雅區行政區劃 |        |      |        |      |        |      |        |
|                |        |      |        |      |        |      |        |
| 編號           | 里名   | 編號 | 里名   | 編號 | 里名   | 編號 | 里名   |
| 1              | 上雅里 | 2    | 大雅里 | 3    | 雅楓里 | 4    | 二和里 |
| 5              | 三和里 | 6    | 西寶里 | 7    | 大楓里 | 8    | 上楓里 |
| 9              | 員林里 | 10   | 六寶里 | 11   | 忠義里 | 12   | 秀山里 |
| 13             | 橫山里 | 14   | 文雅里 | 15   | 四德里 |      |        |

### 其他各級政府機構

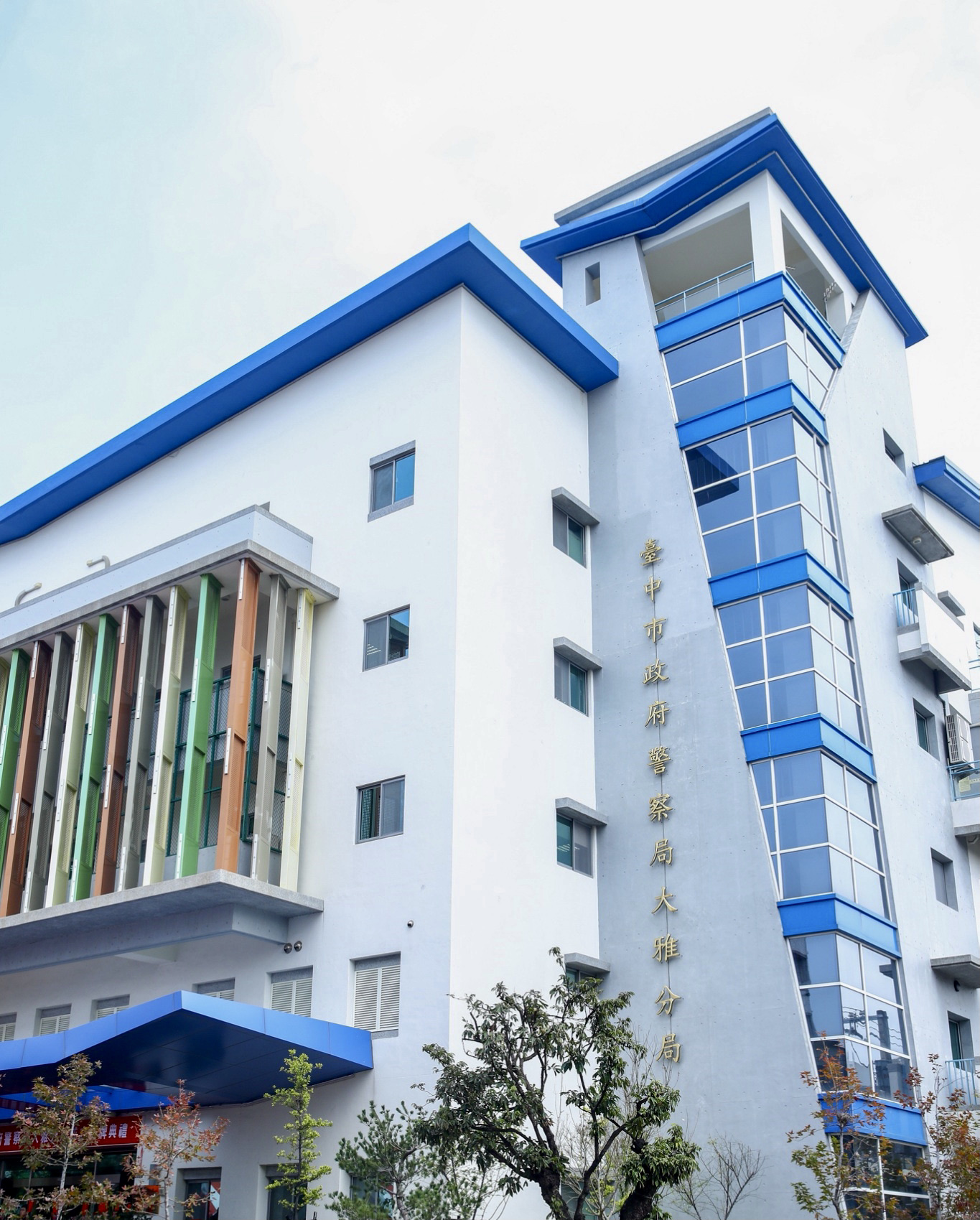
臺中市政府警察局大雅分局

- 臺中市政府警察局大雅分局（潭子分駐所、潭北派出所、頭家派出所、大雅派出所、馬岡派出所）
- 臺中市政府衛生局大雅區衛生所

### 選舉

#### 立法委員
大雅區與神岡區、潭子區及后里區劃分為臺中市第三選舉區，現任立委是楊瓊瓔。

## 經濟

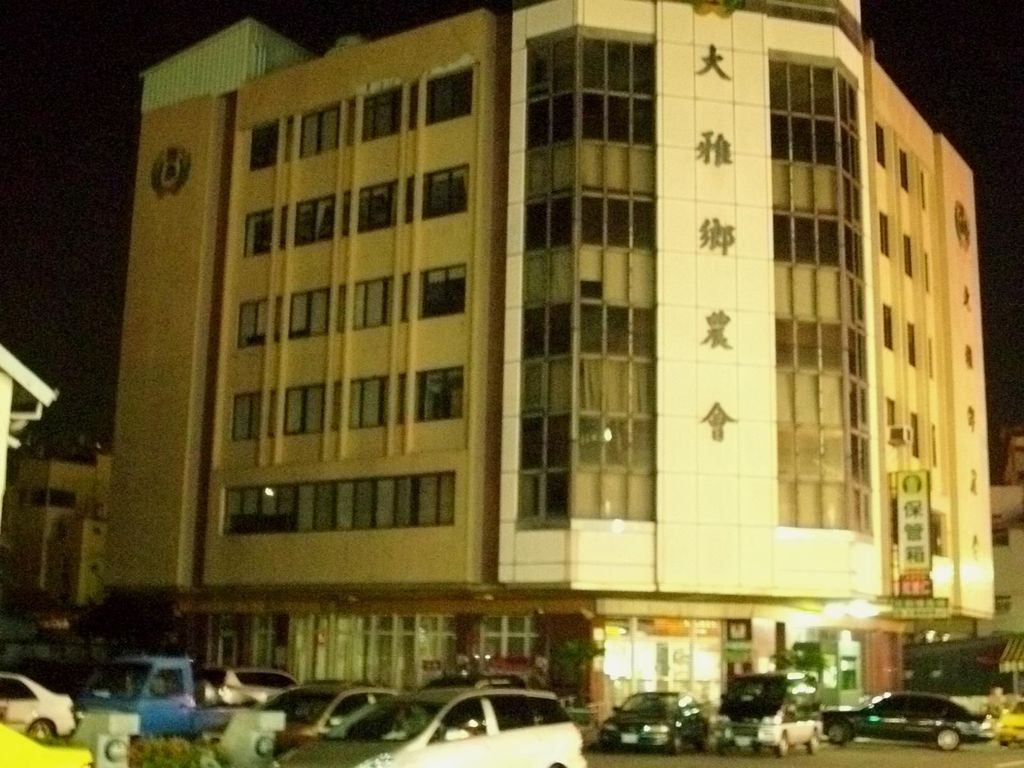
大雅區農會

大雅區產業近年以製造業為主，其次為農林漁牧業，因位處台中都會區，未來發展仍以製造業與服務業為主，而農林漁牧業日漸式微。

### 農畜業

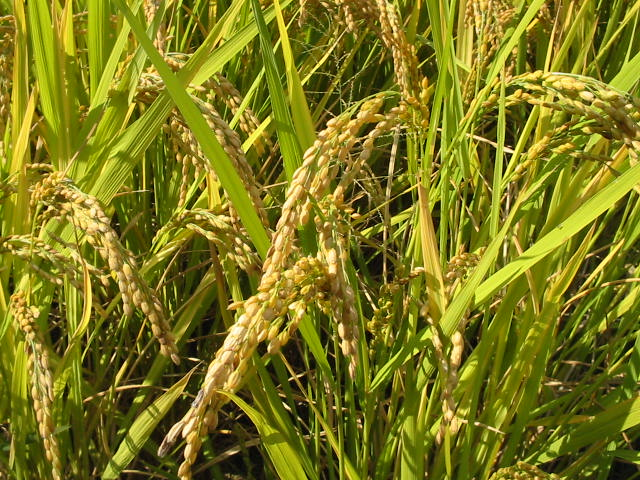
大雅特產米-台梗16號稻米
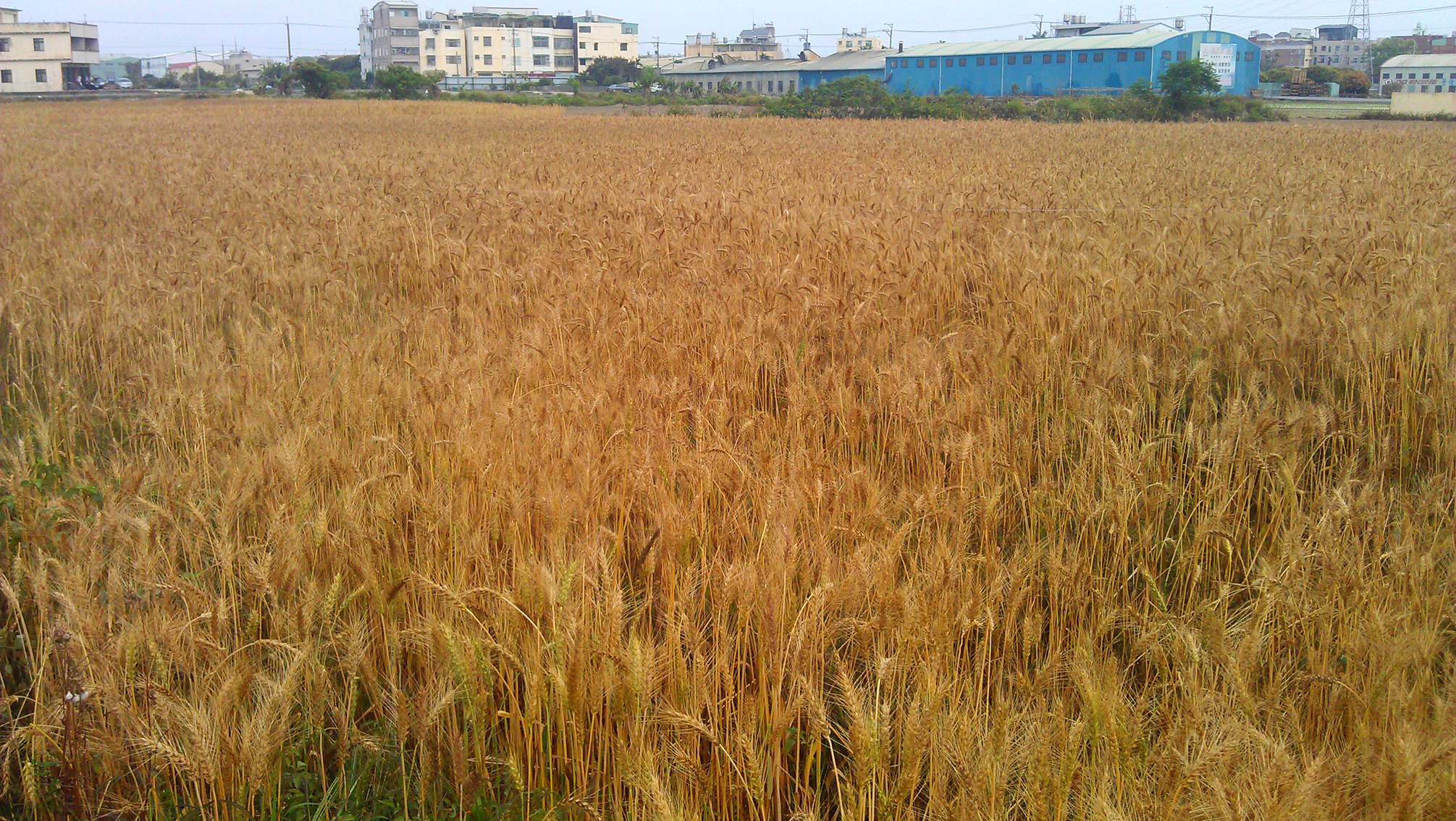
小麥田

主要的農作業以稻米為主，未來持續發展為休閒度假農場經營模式。具有代表性之農特產則包括甘蔗、西瓜、花生等，雜糧以甘薯、玉米為大宗，其中以小麥、蕎麥與紅薏仁是「大雅三寶」，還有大力推廣而成立花卉專業園區。其中小麥栽培面積約70公頃，是臺灣小麥和大麥主要產地，素有「臺灣小麥之鄉」美譽，麥農供菸酒公賣局釀酒之用，近年來提供給金門麥農當種子，並在金門種植加工後成為高粱酒，大雅區農會於每年3月小麥成熟收割期舉辦小麥文化節系列活動。
2018國際非政府組織年會UNINGO in TAIWAN-全球永續環境論壇也在大雅區舉辦，由台灣公益研究會與臺中市政府社會局及大雅區公所共同合作。

### 工業
2003年臺中科學園區臺中園區的設立，為台灣第三座科學工業園區，位於西屯區與大雅區的交界處，發展高科技展業，帶動電子、電腦、半導體、生化科技業的成長。

### 金融業
- 臺灣銀行大雅分行、臺中科學園區分行
- 臺灣土地銀行中科分行
- 合作金庫銀行大雅分行
- 第一銀行大雅分行、中科分行
- 彰化銀行大雅分行
- 兆豐銀行中科分行
- 臺灣中小企業銀行大雅分行
- 台中銀行大雅分行
- 三信銀行大雅分行
- 玉山銀行大雅分行
- 台新銀行大雅分行
- 國泰世華銀行大雅分行
- 台北富邦銀行大雅簡易型分行
- 新光銀行大雅分行
- 元大銀行大雅分行

## 文化
宗教場所
- 大雅秀山朝陽宮（奉祀玄天上帝、觀音佛祖）
- 大雅門諾教會
- 耶穌基督後期聖徒教會大雅教堂[22]
- 九天玄女廟：電影─陣頭拍攝地

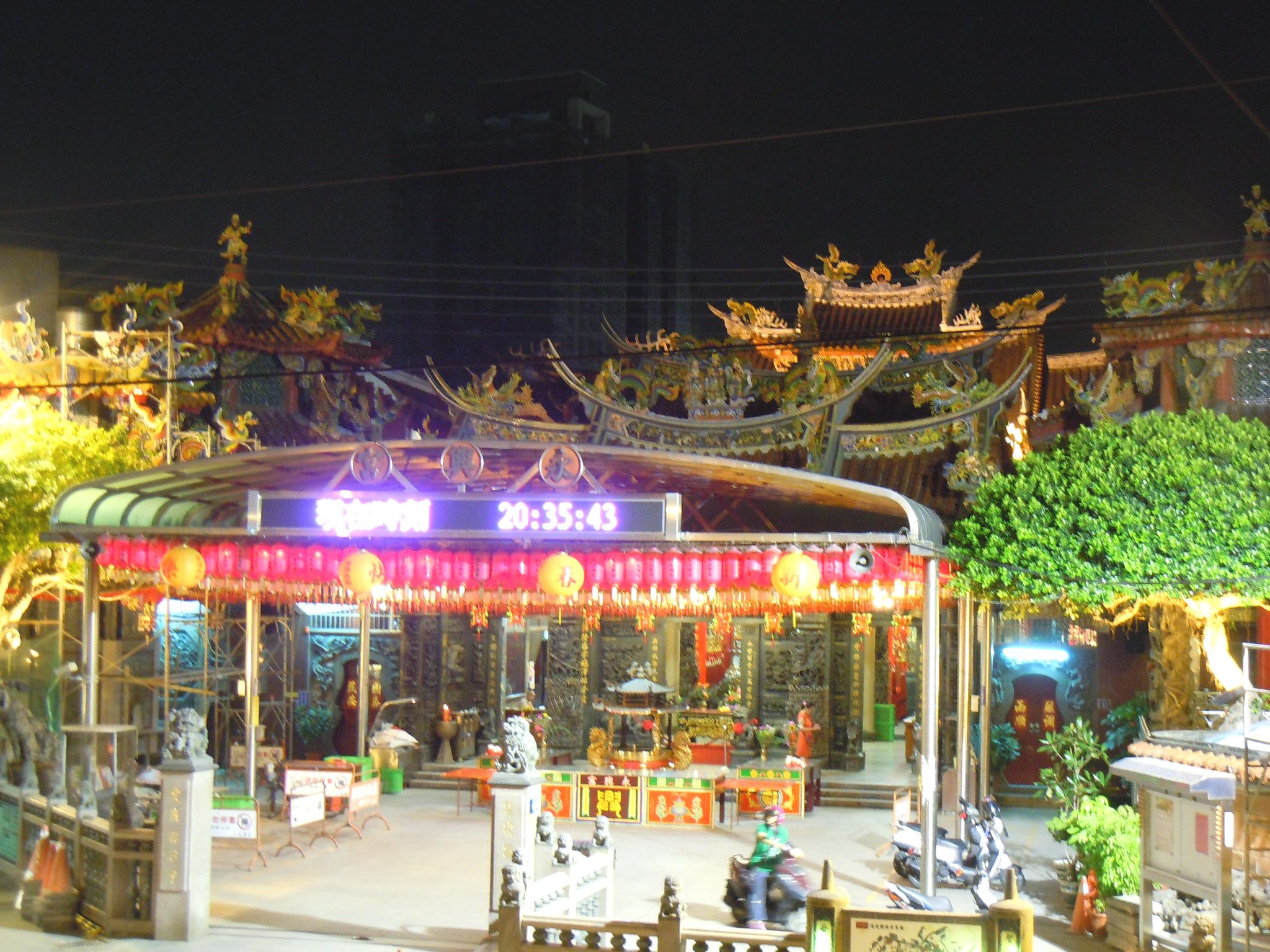
大雅永興宮

- 大雅永興宮：為大雅道教信仰中心（十五庄頭公廟），主祀天上聖母（老四媽），農曆三月廿三日，媽祖聖誕為重要的慶典。
- 龍善寺（奉祀西方三聖佛祖）
- 九甲福德祠（奉祀福德正神）
- 六寶廣澤宮（奉祀廣澤尊王）
- 四塊厝永興祠（奉祀福德正神）
- 大雅朝聖宮（奉祀李府仙祖）
- 大眾爺義士廟[23]
- 新興公廟：上楓里第七公墓旁[17]
- 上楓天壽宮（奉祀天上王母娘娘）
- 大雅天地宮（奉祀張府天師）
- 橫山永和宮（奉祀天上聖母）[24][25]
- 馬岡厝建興宮（奉祀中壇元帥）
- 大田心永安宮（奉祀天上聖母）
- 朝順宮（奉祀五府千歲）
- 善德寺（奉祀觀音佛祖）
- 秀山長發宮[26]（奉祀五府千歲）
- 大雅員林寶興宮（創建於清咸豐五年，初期稱寶興亭，奉祀三官大帝，又稱三界公廟，後又供奉天上聖母尊稱『圓籃仔媽』，通稱公廳，於民國65年2月17日由村內信徒提議組織宗教團體故更名為大雅寶興宮管理委員會。）
- 忠義福德祠（奉祀福德正神）
- 六寶里三玄九女宮

節慶
- 清泉崗航太文化節：位於清泉崗空軍基地，是臺灣空防重鎮，而緊臨在旁的漢翔航空工業，更是臺灣航太工業研究發展中心。近年以自行研發製造的IDF經國號戰機而備受矚目，對臺灣空軍建軍與航太工業發展有很大貢獻。
- 大雅小麥文化節：是大雅區產業文化發展的一大特色。[27]。

## 教育

### 大專院校
- 國立中興大學中科校區
- 國立暨南國際大學創業育成中心

### 高級中等學校
- 國立中科實驗高級中學

### 國民中學
- 臺中市立大雅國民中學
- 臺中市立大華國民中學
- 國立中科實驗高級中學附設國中部

### 國民小學
- 臺中市大雅區大雅國民小學
- 臺中市大雅區大明國民小學
- 臺中市大雅區文雅國民小學
- 臺中市大雅區汝鎏國民小學
- 臺中市大雅區三和國民小學
- 臺中市大雅區上楓國民小學
- 臺中市大雅區六寶國民小學
- 臺中市大雅區陽明國民小學

### 特教學校
- 臺中市私立惠明盲校

### 國際學校
- 台中日僑學校

### 社會教育
- 臺中市立圖書館大雅分館
- 臺中市立圖書館上楓分館

## 交通

### 軌道運輸
捷運
- █臺中機場捷運：埔子墘站 - 科雅（秀山）站 - 大雅站 - 四塊厝（大華國中）站、大雅機廠（規劃中）

### 公車客運
- 本表更新時間為2021年1月1日。

| 編號    | 業者              | 營運區間                       | 備註 |
| 6       | 台中客運          | 干城站－忠義里（中科實驗高中） | 主要行駛於中清路 經臺中車站、一中商圈、臺中二中、曉明女中、水湳、六寶公園                                                                                  |
| 14      | 台中客運          | 干城站－社口－舊庄             | 主要行駛於昌平路，部分班次延駛南清宮 經臺中車站、中區公所、一中商圈、新民高中、社口國小、神岡高工、神圳國中                                                |
| 14副    | 台中客運          | 干城站－大雅－神岡區公所       | 部分班次延駛大圳厚生路口 經清泉醫院、大雅國小、大雅分局、員林里                                                                                            |
| 61      | 統聯客運          | 太平－大雅                     | 太平、大雅實際端點分別為新光里（新福路）、西寶里 主要行駛於中清路，為中清幹線 經臺中車站、一中商圈、中山堂、曉明女中、大雅區公所、雅潭路觀光夜市、清泉醫院 |
| 63      | 豐原客運 統聯客運 | 豐原東站－大雅－臺中榮總       | 不經社口 經媽祖廟、雅潭路觀光夜市、清泉醫院、僑光科技大學、逢甲大學、朝馬轉運站、中港澄清醫院、臺中榮總                                                    |
| 69      | 台中客運          | 龍潭里－臺中國際機場             | 每天八班次行駛清泉路 經臺中國家歌劇院、新光三越、台中大遠百、中部科學園區                                                                                  |
| 98      | 東南客運          | 神岡新庄－普濟寺                 | 經大雅區公所、日僑學校、中部科學園區、臺中榮總 |
| 98繞    | 東南客運          | 神岡新庄－大華國中－普濟寺       | 例假日停駛 |
| 123     | 中鹿客運          | 臺中慈濟醫院－梧棲觀光漁港     | 經潭子聯合辦公大樓、潭子車站、臺中國際機場 |
| 128     | 台中客運          | 大雅－清水                     | 經臺中國際機場、沙鹿高工、梧棲童綜合醫院（中港高中） |
| 128區   | 台中客運          | 大雅→梧棲                      | 例假日及寒暑假停駛 經臺中國際機場 |
| 156     | 台中客運          | 高鐵臺中站－臺中國際機場       | 非逐站停靠，僅停靠重點站位。主要行駛於台74線及中清路 經大華國中、大明國小、公明里                                                                          |
| 220     | 豐原客運          | 豐原東站－臺中榮總             | 經媽祖廟、社口、橫山、福科國中 |
| 220繞   | 豐原客運          | 豐原東站－大華國中－臺中榮總   | 例假日停駛 |
| 228     | 豐榮客運          | 大鵬國小－豐原東站             | 經媽祖廟、社口、八張犁、僑光科技大學、逢甲大學 |
| 237     | 豐原客運          | 豐原東站－大肚車站             | 經神岡市區、沙鹿區中山路 |
| 238     | 豐原客運          | 豐原東站－臺中港郵局           | 經神岡市區、沙鹿區三民路 |
| 239     | 豐原客運          | 豐原東站－梧棲                 | 梧棲實際端點為梧棲（朝元宮） 經社口、臺中國際機場、清水高中                                                                                                |
| 500     | 台中客運          | 臺中國際機場－臺中車站         | 為中清幹線 經一中商圈、臺中二中、曉明女中、水湳、大雅、清泉崗                                                                                              |
| 500延   | 台中客運          | 三田國小－臺中車站             | 為中清幹線 |
| 500延區 | 台中客運          | 大雅－三田國小                 | 為中清幹線 |
| 500跳蛙 | 台中客運          | 忠義里(中科實驗高中)－臺中車站 | 為中清幹線跳蛙公車 |
| 525     | 中鹿客運          | 臺中刑務所演武場－社口         | 經臺中女中、臺中車站、中山堂、曉明女中、捷運文心中清站、水湳經貿園區、大華國中、大雅分局                                                                   |
| 529     | 中鹿客運          | 豐原東站－朝馬                 | 經媽祖廟、社口、大華國中、僑光科技大學 |

小黃公車
臺中市小黃公車是由臺中市政府交通局推動的公車系統之一，於2017年4月1日啟用，路線皆採固定時間發車且免費搭乘，乘車需於前一天預約，預約人數較多時則安排多輛計程車以提供載客服務，當中僅無臺中市市區公車行駛、停靠之路段可隨招隨停，以擴大公共運輸服務範圍至年長者、行動不便、偏遠地區、攜帶大型行李的民眾。行經大雅區的小黃公車路線有黃22路（下舊庄至大雅）等1條，提供員林、大雅等2個里的居民搭乘。

### 公路
- 中山高速公路：
  - 172 大雅系統大雅系統交流道
  - 174 大雅大雅交流道（大雅區、西屯區交界處）
- 快官霧峰線：
  - 14 北屯二北屯二交流道
- 台1乙線
- 台10線
- 市道125號：大雅區 - 西屯區
- 市道127號：大雅區 - 西屯區

#### 主要道路
- 中清路三、四段、民生路三、四段：大雅區主要街區
- 中清東路
- 科雅路
- 學府路
- 永和路：連絡中科園區主要路段
- 永興路
- 雅潭路三、四段

#### 次要道路
- 中山路
- 雅環路
- 昌平路四段
- 神林路一段

### 公共自行車
臺中市公共自行車租賃系統（iBike）是臺中市政府推動的公共自行車租賃系統，2013年6月開始規劃建置，2014年7月18日開始營運，2017年5月16日使用次數突破一千萬人次，大雅區則於2018年1月20日正式引進YouBike1.0系統，並於2021年7月21日引進YouBike2.0系統，2023年6月28日全面停止營運YouBike1.0系統，改為僅營運YouBike2.0系統。資料截至2024年12月31日，YouBike2.0系統已於大雅區設有21個站點，並可甲地租車、乙地還車，提供民眾租借使用。

## 旅遊
人文景點
- 威汀城市酒店[36]
- 大雅農會舊穀倉
- 趙家窯
- 朱慶春香行
- 永春堂美術館
- 謙興堂（張家古厝）：前縣議員張啟三曾祖父張壬梓於清咸豐末年所建造，至今已有一百餘年的歷史。
- 秀山張宅
- 潭雅神自行車道
- 大雅國際花市
- 大雅花卉班觀光花市
- 台中（興農）高爾夫球場：建於1978年，佔地約90公頃，球道總長度為9,695碼，整體設計是參考日本與美國兩地球場。目前已為中科台中園區二期擴建計畫土地。
- 環保公園防空碉堡：位於清泉崗忠義社區，日治時期所遺置的軍事設施，為太平洋戰爭期間所興建。
- 戰車公園

自然景點

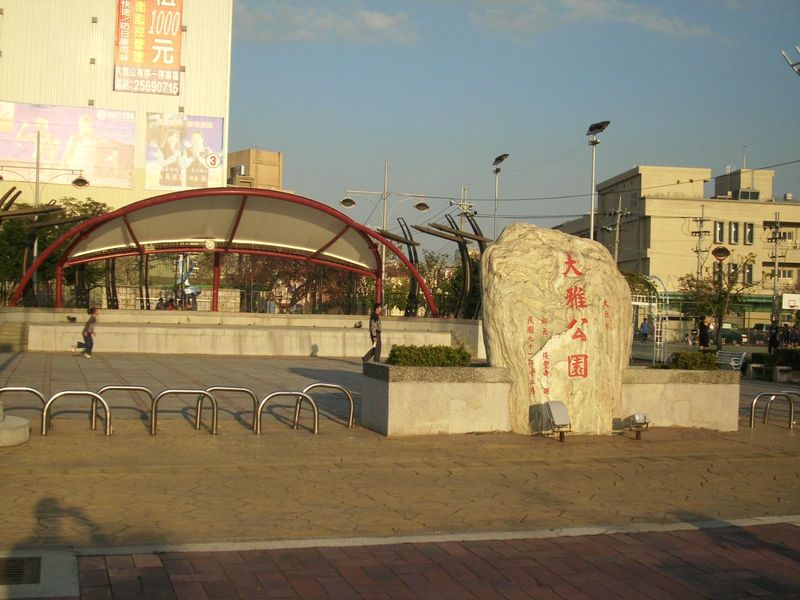
橫山公園（靠近中科園區）
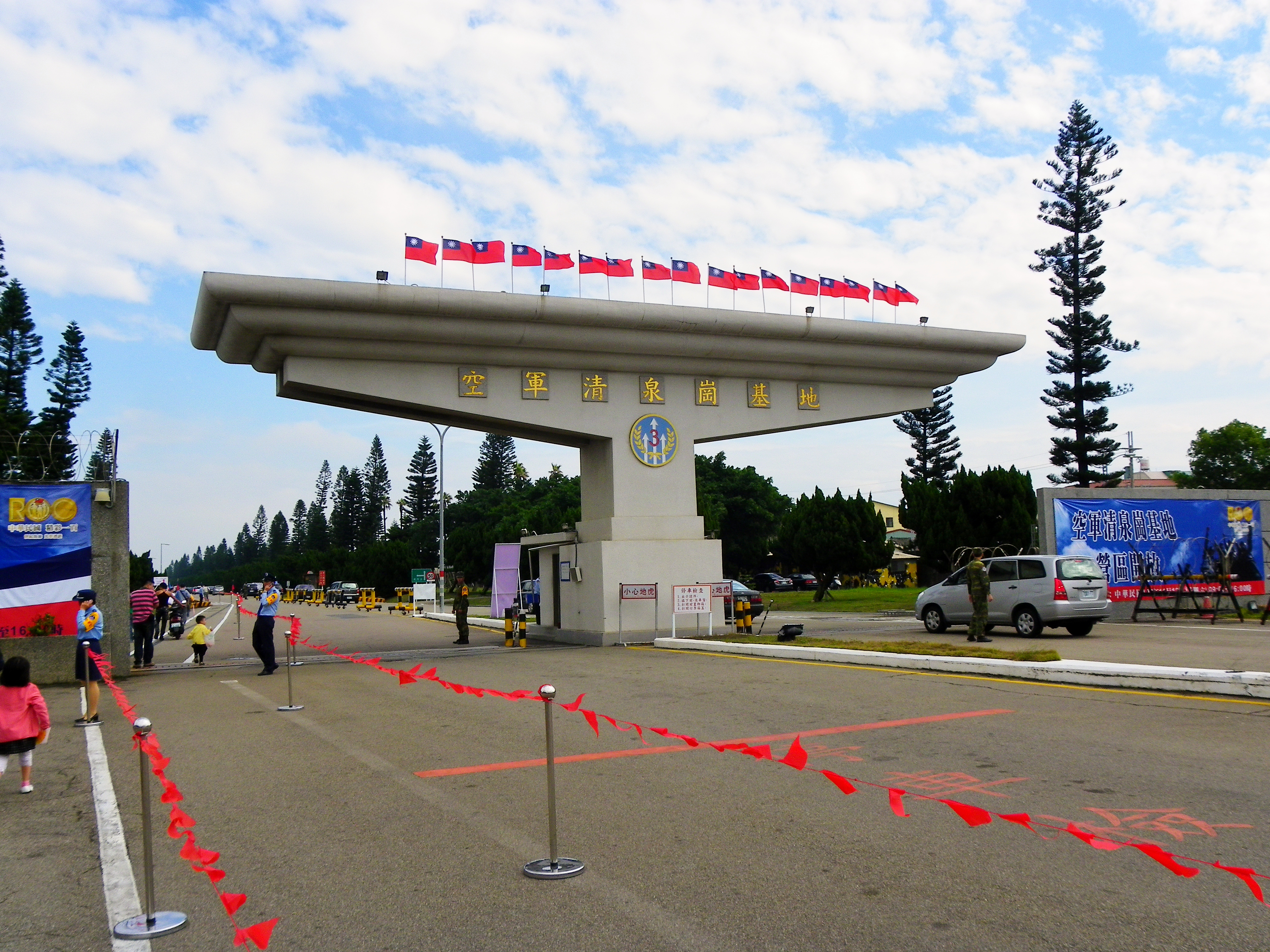
清泉崗空軍基地大門
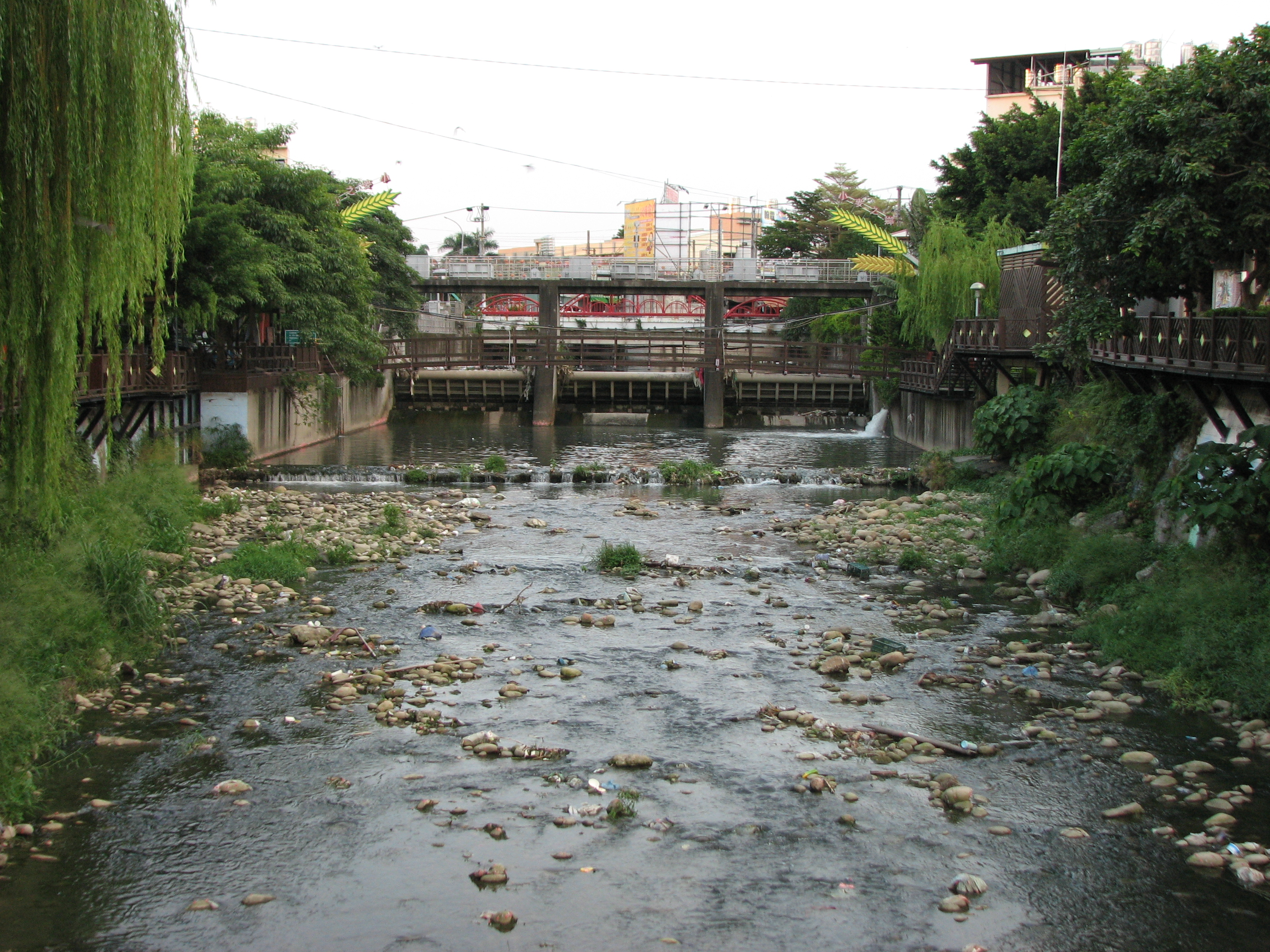
位在學府路旁的紅圳壩仔埤
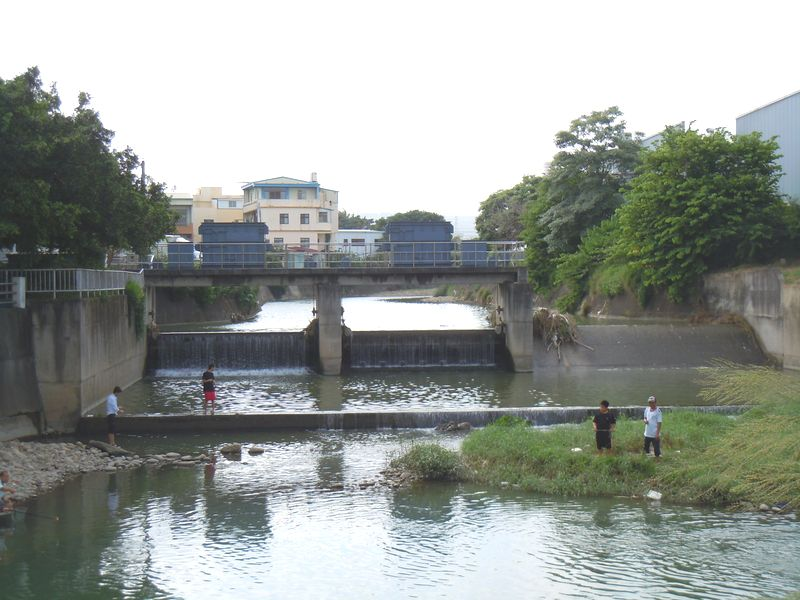
筏子溪源頭會合的源流之一，位在橫山里振興路埤仔腳福德祠旁
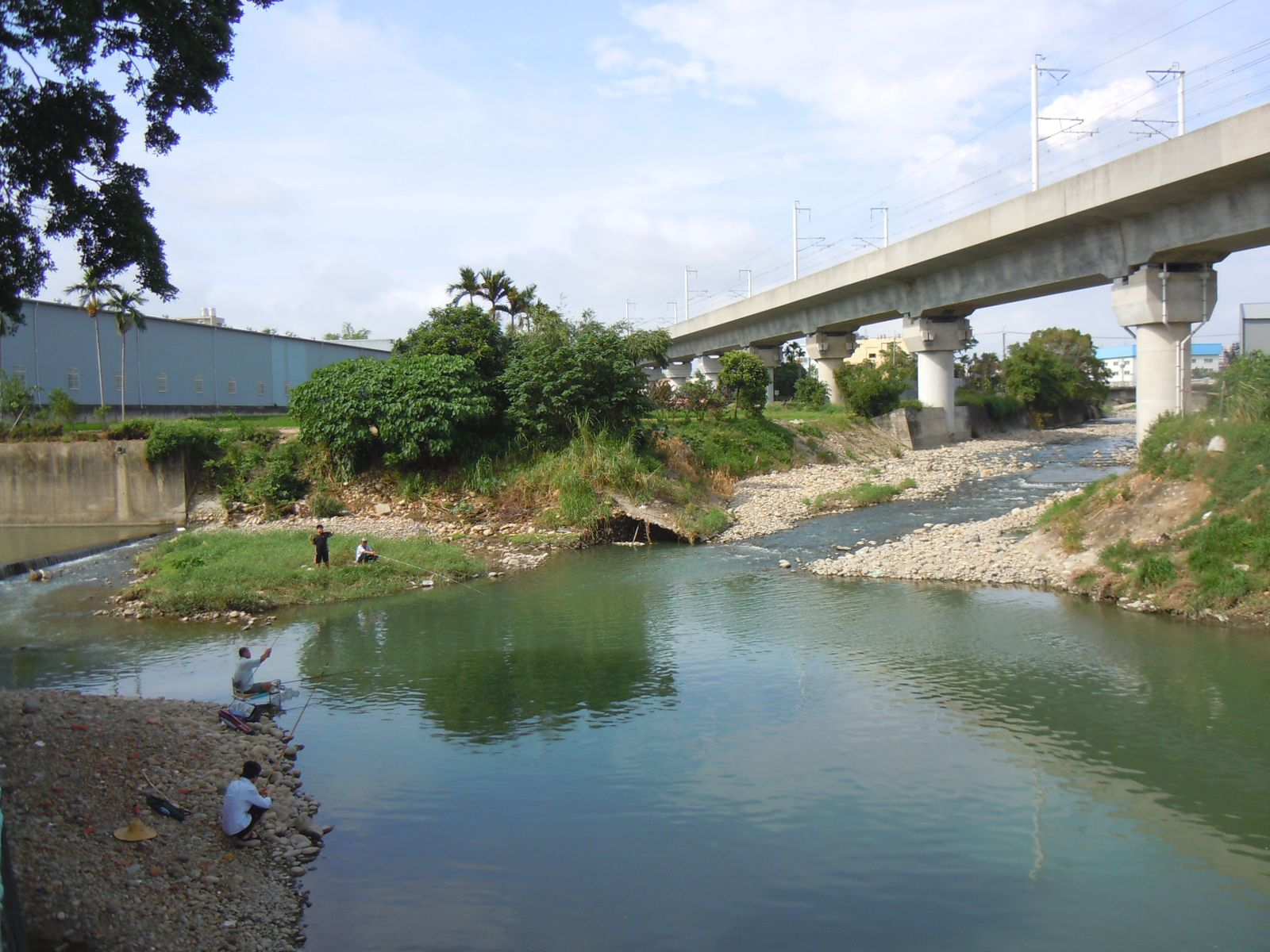
筏子溪源頭位在橫山里

- 十三寮滯洪池[37]
- 河濱公園
- 六寶公園
- 大雅公園[38]
- 二和公園[39]
- 三和公園
- 大雅中科公園[40]
- 十四張圳水岸公園[41]

- 大雅公園
- 清泉崗空軍基地大門
- 位在學府路旁的紅圳壩仔埤
- 筏子溪源頭會合的源流之一，位在橫山里振興路埤仔腳福德祠旁
- 筏子溪源頭位在橫山里

## 外部連結
- 臺中市大雅區公所（页面存档备份，存于）